# Catagapetus nigrans
Catagapetus nigrans là một loài Trichoptera trong họ Glossosomatidae. Chúng phân bố ở miền Cổ bắc.